# مسجد ميت بودوجيفا
مسجد ميت بودوجيفا، هو مسجد تاريخي يقع في شمال شرق كوسوفو. يقع المسجد وسط مدينة بودوييفو وبالقرب من ضفاف نهر لابي.